# Verdichter

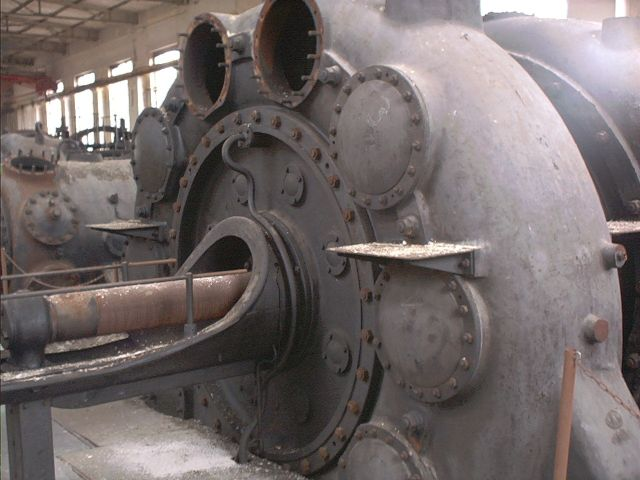
Großverdichter einer Kokerei

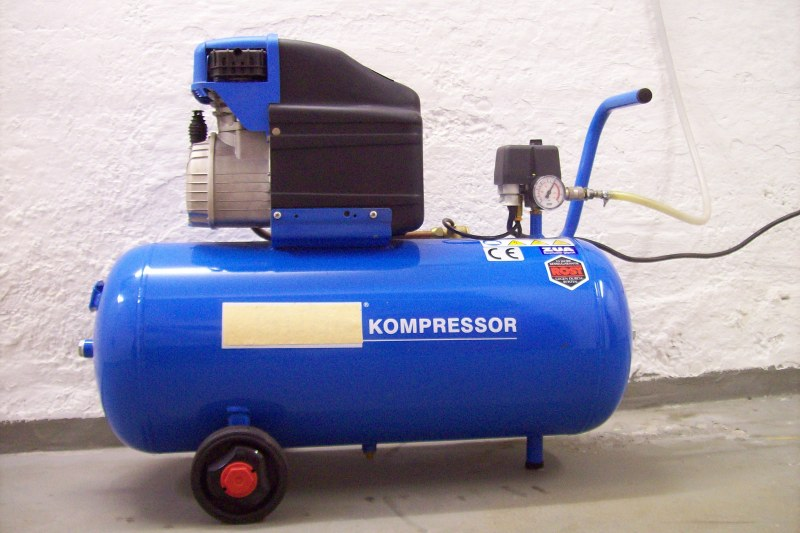
Elektrischer Kolbenkompressor mit Kessel zur Druckluftherstellung

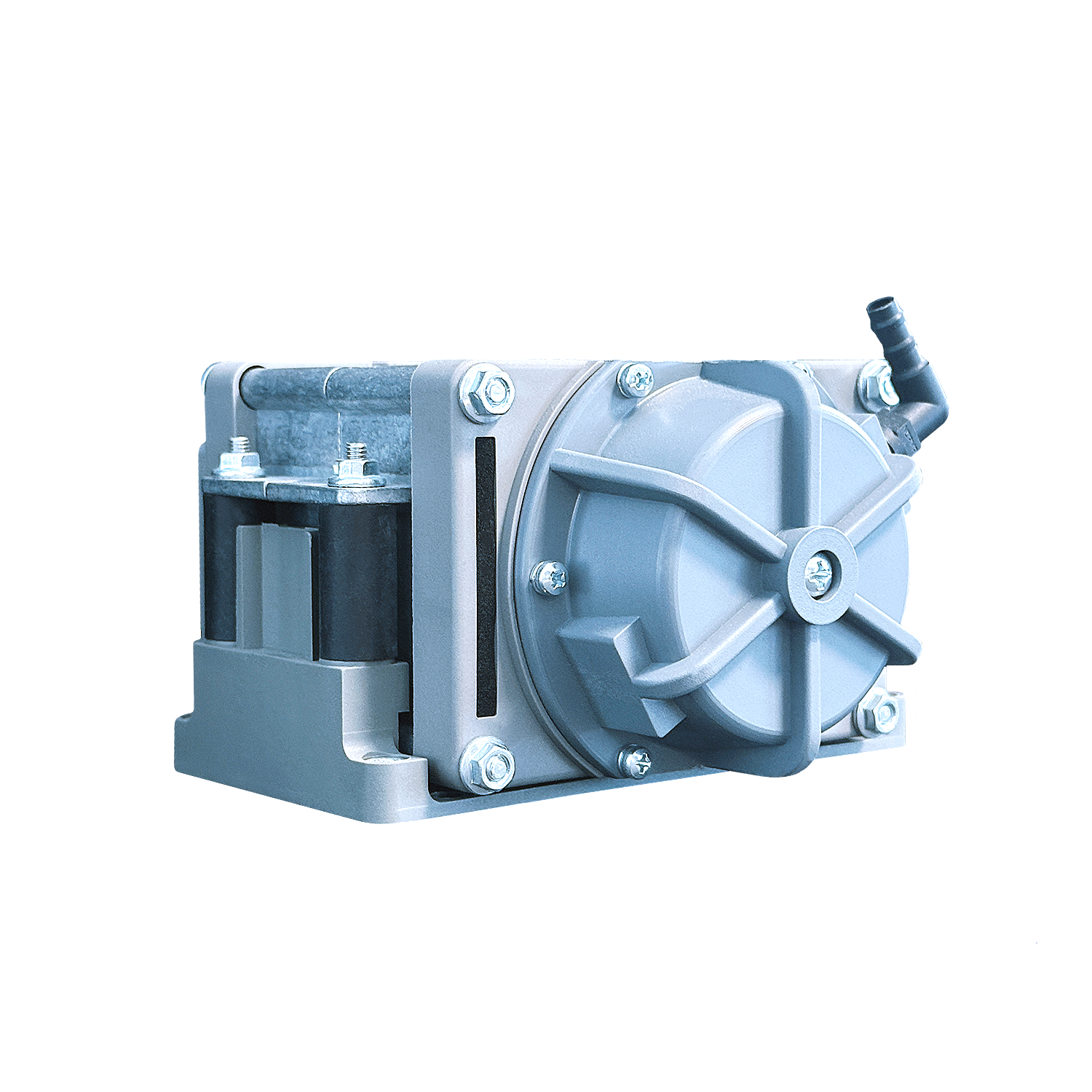
Kompakter Membrankompressor.

Ein Verdichter, auch als Kompressor bezeichnet, ist eine Fluidenergiemaschine zum Komprimieren von Gasen. Sie erhöhen den Druck und die Dichte eines  Gases in einem geschlossenen Volumen.  Verdichter, die ein Vakuum erzeugen,  werden als  Vakuumpumpen bezeichnet.

## Grundlagen
Verringert man das Volumen eines Gases durch Zusammendrücken, so spricht man von Verdichten oder Komprimieren. Entsprechende Geräte heißen Verdichter oder Kompressoren. Bei Verdichtungsvorgängen wird ein vorhandenes Ansaugvolumen V1 mit dem Betriebsdruck p1 zu einem kleineren Volumen V2 zusammengepresst. In dem kleineren Volumen V2 herrscht ein erhöhter Druck p2, und das Gas erwärmt sich während des Verdichtungsprozesses.
Da sich das Volumen während der Verdichtung verringert, ist es entscheidend, den jeweiligen Druckzustand zum Volumenstrom anzugeben. Übliche Angaben sind der Saugvolumenstrom (bezogen auf Saugdruck p1), Austrittsvolumenstrom (bezogen auf den Enddruck p2) sowie der Normvolumenstrom (bezogen auf den Normzustand p = 101,3 kPa, T = 293,15 K = 20 °C).
Für Verdichtungsvorgänge gilt bei konstant bleibender Temperatur das Boyle-Mariottesche Gesetz.
Bei der Anwendung dieses Gesetzes ist darauf zu achten, dass p1 und p2 absolute Drücke sind. Alle Druckangaben bei pneumatischen Anlagen beziehen sich jedoch auf den Überdruck Pe gegenüber dem atmosphärischen Druck. Andernfalls werden Druckangaben besonders gekennzeichnet.
- Druckangaben in der Pneumatik beziehen sich auf Überdruck
- Druckmessgeräte in der Pneumatik sind auf Überdruck eingestellt

## Liefermenge und Betriebsdruck
Zur Kennzeichnung eines Verdichters dienen der erreichbare Druck und die Liefermenge. Die Liefermenge ist das je Zeitspanne abgegebene Gasvolumen; sie wird bei kleinen Anlagen in Liter/min, sonst in m3/min angegeben. Häufig gebräuchlich jedoch irreführend ist die Angabe der (theoretischen) Ansaugleistung als Produkt aus Drehzahl und Hubvolumen. Sie sagt nichts über die tatsächliche Fördermenge aus, da dabei der volumetrische Füllungsgrad vernachlässigt wird.

## Kenngrößen
- Liefermenge – Volumen des abgegebenen Fluids je Zeitspanne.
- Betriebsdruck – erreichbarer Überdruck.
- Druckverhältnis {\displaystyle \Pi =p_{2}/p_{1}} = Enddruck/Saugdruck[1]
- Liefergrad – Bezeichnet das Verhältnis von gefördertem, zum theoretisch (aufgrund der Geometrie) möglichen Volumenstrom.

Um Verdichter verschiedener Bauart und Betriebspunkte besser vergleichen zu können, wird oft der Normvolumenstrom betrachtet.
Dies ist der Volumenstrom des Verdichters, umgerechnet auf Normbedingungen (Temperatur, Druck, Luftfeuchtigkeit).

## Bauformen

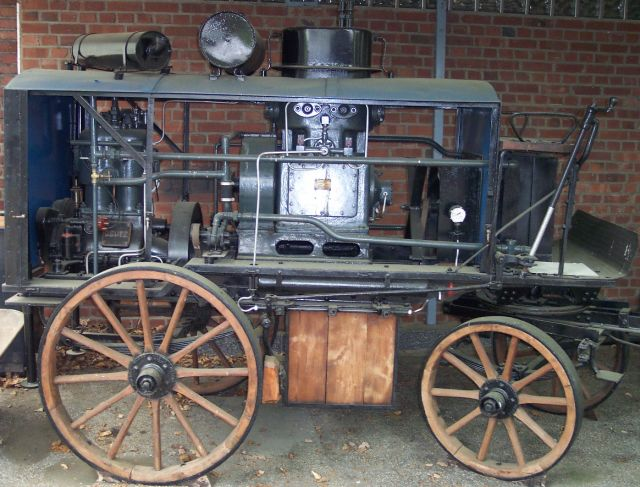
Fahrbarer Baustellenkompressor, ca. 1910, mit Verbrennungsmotorantrieb

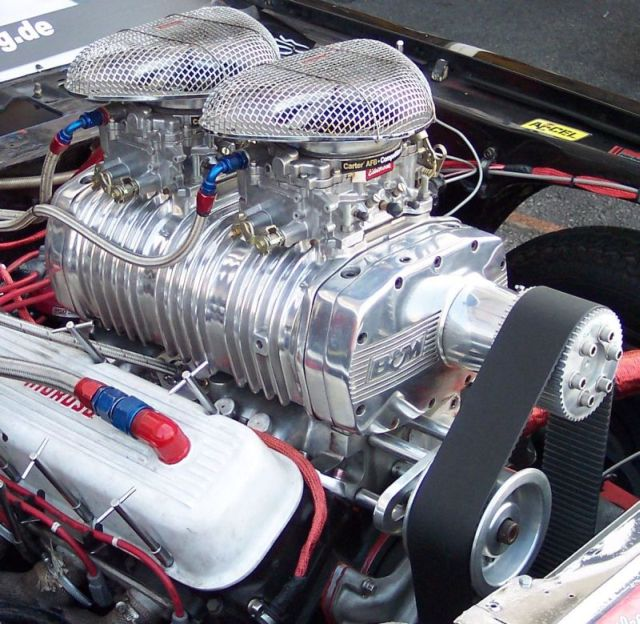
Roots-Gebläse für den Rennsporteinsatz

### Kolbenverdichter
Man unterscheidet Hubkolbenverdichter und Drehkolbenverdichter.
Bei Hubkolbenverdichtern wird das Gas in einem Zylinder von einem hin- und hergehenden Kolben in den Arbeitsraum angesaugt, dort verdichtet und wieder ausgestoßen. Diese Verdichter arbeiten zyklisch, haben geringe Volumenströme und hohe Druckverhältnisse. Ansaug- und Auslassventil sind automatisch arbeitende Plattenventile.
Von den Drehkolben- oder Rotationsverdichtern gibt es verschiedene Bauarten (Roots-Gebläse, Flügelzellenverdichter, Schraubenverdichter, Scrollverdichter). Ihnen ist gemeinsam, dass der Arbeitsraum zwischen dem Gehäuse und einem oder mehreren Verdrängern (Drehkolben) gebildet wird, die sich drehen oder auf eine Kreisbahn bewegen. Angesaugt und ausgestoßen wird das Gas durch Schlitze, die der Kolben bei seiner Bewegung freigibt und verschließt.

### Schraubenverdichter

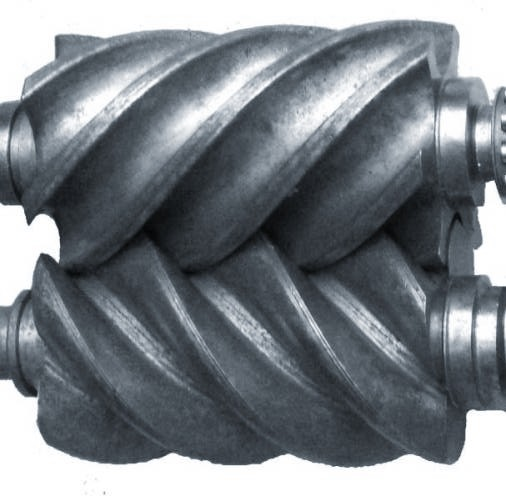
Die beiden Rotoren eines Schraubenverdichters

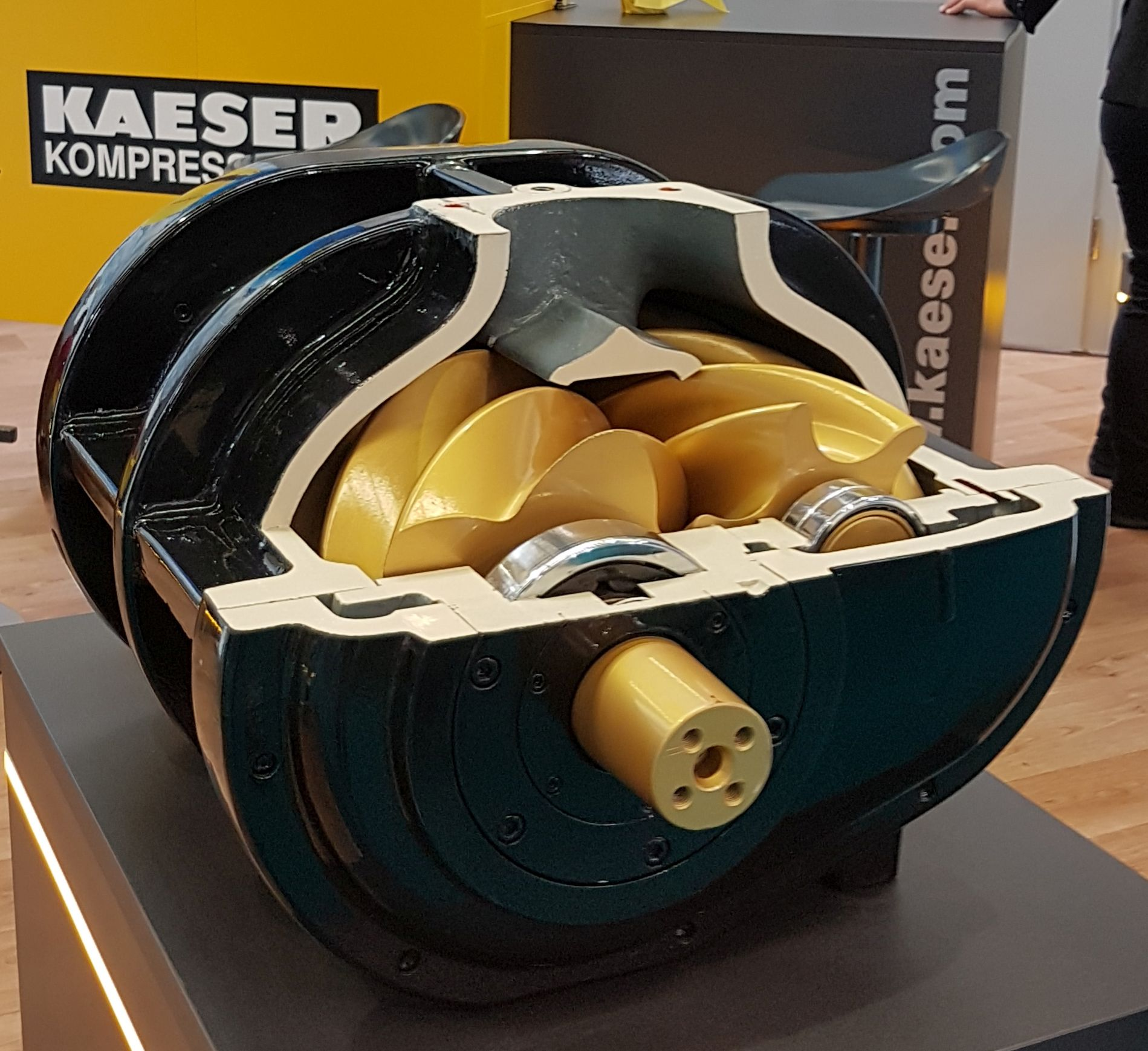
Modell eines Schraubenverdichters der Fa. Kaeser Kompressoren

Der Schraubenverdichter gehört zu den rotierenden, zweiwelligen Verdrängerverdichtern mit innerer Verdichtung. Er ist einfach aufgebaut, hat kleine Abmessungen, eine geringe Masse, gleichmäßige, pulsationsfreie Förderung und einen ruhigen Lauf, weil ihm oszillierende Massen und Steuerorgane fehlen. Er erreicht bis zu 30 bar Überdruck.

#### Geschichte
Die Idee zum Bau eines Schraubenverdichters entstand schon 1878, die Geometrie der Oberflächen konnte aber wegen technischer Schwierigkeiten nicht hergestellt werden. Etwa ein halbes Jahrhundert später, im Jahr 1930, hatte man dann die fertigungstechnischen Voraussetzungen dafür, um die komplizierte Schraubengeometrie herzustellen. Einem schwedischen Ingenieur namens Alf Lysholm gelang es 1955, den ersten Schraubenkompressor der Welt herzustellen und erfolgreich einzusetzen. Anfänglich konnte sich der Kompressor jedoch gegenüber dem gängigen Kolbenkompressor nicht durchsetzen. Die internen Verluste an den Schrauben waren zu groß, um von einem effektiven Kompressor und vor allem von einer Alternative zum Kolbenkompressor zu sprechen. Noch einmal 40 Jahre mussten vergehen, bis dann endlich der entscheidende Punkt in der Verbesserung des Wirkungsgrades gefunden wurde. Eine Öleinspritzung in die Kompressorstufe senkt die Verlustrate erheblich und dient dem Kompressorblock gleichzeitig als Kühlung. Außerdem konnten dann Wälzlager verwendet werden, anstelle der bis dahin gängigen Gleitlager. Insgesamt führte diese Erkenntnis zu sehr einfach gebauten, aber dennoch robusten Verdichtern. Schraubenverdichter haben sich inzwischen bewährt – etwa die Hälfte aller derzeit eingesetzten Kompressoren sind Schraubenverdichter.

#### Funktionsweise
Zwei parallel angeordnete, mechanisch (in der Regel durch ein Zahnradpaar) zwangsgekoppelte Rotoren mit ineinandergreifender, schraubenförmiger Verzahnung in einem Gehäuse sind das Herz dieser Anlage. An der Wälzlinie zwischen den beiden Wellen (der Stelle, an der sich die beiden schraubenförmigen Wellen berühren) ist der Durchgang für das zu fördernde Medium mechanisch (durch die Verzahnung) verschlossen. Das Medium befindet sich in den Zahngängen und wird von der Gehäusewandung darin gehalten. Es wird in Achsrichtung gefördert. An den beiden Stirnseiten der Achsen befinden sich im Gehäuse Öffnungen für Ein- (Saugseite) und Auslass (Druckseite). Die Länge der Rotoren, Steigung der Verzahnung und die Ein- und Auslassöffnungen müssen so angepasst sein, dass kein direkter Durchgang von der Druck- zur Saugseite besteht, also kein Rückfluss entstehen kann. Der geförderte Volumenstrom des Mediums ist, von den Verlusten abgesehen, proportional zur Drehzahl.
Das Medium (zum Beispiel Luft) strömt auf der Saugseite in die Zahngänge ein, bis sich der Gang beim Weiterdrehen saugseitig am Abwälzpunkt verschließt. Er bildet nun um den Rotor einen wendelförmigen Luftschlauch. Bei weiterer Drehung öffnet sich die Verzahnung zur Druckseite, und die Luft wird durch das Weiterdrehen aus der Maschine gefördert.
Um eine weitgehend impulslose Verdichtung mit hohem Wirkungsgrad zu erreichen, muss die Luft bereits im Verdichter komprimiert werden, damit der Druck am Ende der Verdichtung dem Druck auf der Druckseite möglichst gleich ist. Dazu wird das Gas nicht sofort zur Druckseite freigegeben. Dem sich öffnenden Zahngang wird eine Wand entgegengestellt. Beim Weiterdrehen der Welle verkleinert sich das Volumen des Luftschlauchs, da er quasi gegen die Wand gedrückt wird, er wird verdichtet. Nun kann je nach verlangtem Druck dieser zusammengedrückte Luftschlauch früher oder später freigegeben werden. Der Kompressionsgrad wird also durch Größe und Anordnung der Auslassöffnung bestimmt.
Eine weitere Möglichkeit zum internen Verdichten der Luft ist die Veränderung der Steigung der Verzahnung, die in diesem Fall zur Druckseite hin abnimmt. Wenn der Luftschlauch zur Druckseite wandert, wird sein Volumen mit abnehmender Steigung reduziert.

### Turboverdichter

Axialkompressor. Die stehenden Blätter sind die Statoren.

Qualitative Darstellung

Beim Turboverdichter wird durch einen rotierenden Läufer nach den Gesetzen der Strömungsmechanik dem strömenden Fluid Energie zugesetzt. Diese Bauart arbeitet kontinuierlich und zeichnet sich durch geringe Druckerhöhung pro Stufe und hohen Volumendurchsatz aus. Radial- und Axialverdichter sind die beiden Hauptbauarten für Turboverdichter. Beim Axialverdichter strömt das zu komprimierende Gas in paralleler Richtung zur Achse durch den Verdichter. Beim Radialverdichter strömt das Gas axial in das Laufrad der Verdichterstufe und wird dann nach außen (radial) abgelenkt. Bei mehrstufigen Radialverdichtern ist damit hinter jeder Stufe eine Strömungsumlenkung notwendig.
Eingesetzt werden diese Verdichter etwa im Abgasturbolader (meist als Radialverdichter) oder in Turbinen-Strahltriebwerken (meist als Axialverdichter). Hier erhöht sich der Druck jedoch nicht durch den sich verengenden Kanalquerschnitt, sondern vielmehr dadurch, dass der Zwischenraum zwischen den Schaufeln eines solchen Verdichters die Form eines Diffusors einnimmt. Hier steigen der Druck und die Temperatur, während die Geschwindigkeit sinkt. Im sich drehenden Teil einer Verdichterstufe (Laufrad, Rotor) wird der Luft die für den weiteren Druckaufbau nötige kinetische Energie wieder zugeführt.

#### Transsonischer Verdichter
Unter einem transsonischen Verdichter versteht man einen Turboverdichter axialer oder radialer Bauart, in dem die Strömungsgeschwindigkeit im Relativsystem (der Beobachter „sitzt auf der rotierenden Rotorschaufel“) mindestens lokal die Schallgeschwindigkeit übersteigt. Die vorderen Stufen moderner Verdichter in Flugtriebwerken und Gasturbinen sind meist transsonisch ausgelegt, da hier die Temperaturen noch gering sind und man bei gleicher Strömungsgeschwindigkeit eine höhere Mach-Zahl erhält. Die Machzahl ist das Verhältnis der Strömungsgeschwindigkeit zur Schallgeschwindigkeit, letztere ist eine Funktion der Temperatur und der chemischen Zusammensetzung des Gases.
Der Vorteil transsonischer Verdichter sind die hohen Leistungsdichten, was insbesondere bei Flugzeugtriebwerks-Verdichtern wichtig ist, da so das System sehr kompakt ist. Diese Verdichter sind durch komplexe Systeme von Verdichtungsstößen gekennzeichnet, die die Auslegung und den stabilen Betrieb des Verdichters erheblich erschweren. Nachteilig sind auch die hohen Verluste, die mit den Verdichtungsstößen einhergehen und welchen nur durch komplexe dreidimensionale Beschaufelungen und ausgefeilte Profile begegnet werden kann. Üblicherweise sind die ersten Stufen des Niederdruckverdichters bei Triebwerken transsonisch ausgelegt wegen des großen Durchmessers der Rotoren und der Drehzahlgleichheit aller auf der Welle befindlicher Aggregate.

### Weitere Verdichterformen
- Flüssigkeitsringpumpe
- Hubkolbenverdichter
- ionischer Verdichter
- Lamellenverdichter
- Rotationsverdichter
- Taumelscheibenverdichter (englisch Wobble-Plate)
- Labyrinth-Kolben-Verdichter
- Schraubenverdichter
- Roots-Gebläse
- Schiefscheibenverdichter (Swash-Plate)
- Scrollverdichter („VW G-Lader“)
- Junkers-Freikolbenverdichter, siehe auch Freikolbenmaschine
- Membranverdichter
- Seitenkanalverdichter

## Einteilung
Volumenstrom und Enddruck
Turboverdichter liefern große Volumenströme bei kleinen Verdichtungsenddrücken, Verdrängerverdichter liefern bei kleinem Durchsatz große Verdichtungsenddrücke.
Ölfrei
Kompressorbauarten können auch unterteilt werden in ölgeschmierte und ölfreie Kompressoren.
Offen oder hermetisch
In der Kältetechnik unterscheidet man zusätzlich noch:
- Vollhermetische Verdichter – Motor und Kompressor befinden sich in einem gekapselten verschweißten Gehäuse und in direktem Kontakt mit dem Kältemittel, Gehäuse lässt sich nicht für Reparaturen öffnen
- Halbhermetische Verdichter – Motor und Kompressor befinden sich im selben Gehäuse, Gehäuse lässt sich über geschraubte Deckel komplett zerlegen und reparieren
- Offene Verdichter – der Verdichter wird über Riemen, Getriebe oder Zahnräder angetrieben, Gehäuse lässt sich über geschraubte Deckel komplett zerlegen und reparieren

## Antriebsarten
Der Antrieb durch Elektromotoren ermöglicht eine variable Drehzahl in einem weiten Bereich und somit der Regelbarkeit der Liefermenge. Die Wartungskosten sind gering, die Betriebskosten sind jedoch vom Strompreis abhängig.
Beim Antrieb durch einen Verbrennungsmotor ist die Regelbarkeit stark eingeschränkt, da Verbrennungsmotoren nur in einem gewissen Drehzahlbereich langlebig und effizient betrieben werden können.
Inzwischen sind von Gasmotoren angetriebene Verdichter auch als Kraft-Wärme-Kopplungs-Anlagen erhältlich. Durch den im Verhältnis zum Strompreis niedrigen Gaspreis sind die Betriebskosten gering. Wenn ein Gewerbebetrieb mit kontinuierlichem Bedarf an Druckluft die von Verbrennungsmotor und Verdichter erzeugte Abwärme zur Gebäudeheizung einsetzen kann, rechnen sich die höheren Investitionskosten durch die Einsparung bei den Heizkosten.

## Anwendungen
- Atemschutzkompressor
- Druckluftanlage
- Klimakompressor
- Luftpumpe
- Motoraufladung, als Hilfsmittel zur „Zwangsbefüllung“ des Motors mit zusätzlicher Luft, oder Gasgemischen, zur Leistungssteigerung